# Rudolf Hall (arkitekt)

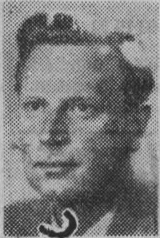
Rudolf Hall

Axel Rudolf Hall, född 4 augusti 1904 i Glimåkra socken, Kristianstads län, död 28 november 1989, var en svensk arkitekt. 
Hall utexaminerades från Slöjdföreningens skola i Göteborg 1921 och studerade vid Tekniska skolan i Stockholm 1922–23. Han företog resor till Danmark, Norge, Tyskland, Belgien, Nederländerna, Österrike och Italien 1933–39. Han var anställd hos arkitekterna Björner Hedlund 1925–27, Sten Branzell 1927, Harald Olsson 1928, Karl M. Bengtson 1929, Karl Severin Hansson 1930 samt hos byggnadsfirman G. Albert Gustafsson, samtliga i Göteborg. Han bedrev egen arkitektverksamhet 1931–40, var anställd vid AB Skånska Cementgjuteriet i Göteborg 1940–41 och drev åter egen verksamhet i Göteborg från 1941. 
Hall var revisor i gas- och elektricitetsverket i Göteborg 1938–43, gode man vid laga skiften från 1938, länsstyrelsens ombud vid fastighetstaxering från 1946 och styrelseledamot i Rederi AB Hallandskust från 1947.
Hall ritade bland annat ett apotekshus i Ed (1934), flerbostadshus, Alkvettern, Göteborg (1939), dito i kvarteret Kulingen i Göteborg (1959). På 1960-talet ritade han delar av höghusbebyggelsen vid Oluff Nilssons väg i Partille. Bo Cederlöf ritade de övriga husen. På 1960-talet ritade han även kyrkor som Bosebo kyrka (1962) och Smålandsstenars kyrka (1963).